# Imsweiler Tunnel
Der Imsweiler Tunnel ist nach dem Altenhof-Tunnel  der zweitlängste von insgesamt vier Eisenbahntunneln entlang der Alsenztalbahn zwischen Hochspeyer und Bad Münster am Stein.

## Lage
Der Tunnel befindet sich beim Streckenkilometer 22,2 auf der Gemarkung der Ortsgemeinde Imsweiler. Er dient vor allem der Abkürzung einer Schleife der Alsenz. Wenige 100 Meter weiter südlich kreuzt die Bundesstraße 48 die Bahnstrecke; unmittelbar daran schließt sich der Haltepunkt Imsweiler an.

## Geschichte
Um 1860 gab es erste Bestrebungen, entlang der Alsenz eine Bahnstrecke zu errichten. Diese sollte in Kombination mit der Maximiliansbahn und dem Ludwigsbahn-Abschnitt unmittelbar westlich von Neustadt als Transitstrecke in Nord-Süd-Richtung dienen. Unklar war zunächst die Streckenführung im südlichen Bereich.  Die weiter westlich liegende Stadt Otterberg strebte beispielsweise eine Streckenführung über ihr Terrain an. Die zuständigen Ingenieure verwarfen dies jedoch und plädierten für eine Trasse über Enkenbach nach Hochspeyer, da diese topographisch einfacher war. Der Bau des Imsweiler Tunnels gestaltete sich sehr schwierig, da die Bauarbeiter gegen Melaphyr ankämpfen mussten. Nachdem der Abschnitt Hochspeyer-Winnweiler bereits 1870 eröffnet worden war, folgte ein halbes Jahr später der Lückenschluss bis nach Münster.